# Marco Kana
Marco Kana (Kinshasa, 8 augustus 2002) is een Belgisch voetballer, die doorgaans speelt als defensieve middenvelder. Kana staat onder contract bij RSC Anderlecht.

## Clubcarrière

### RSC Anderlecht
Kana speelde in de jeugd bij RSC Anderlecht. Op 4 augustus 2019, de tweede speeldag van het seizoen 2019/20, mocht Kana in de uitwedstrijd tegen Royal Excel Moeskroen zijn debuut maken. Hij viel na 73 minuten in voor Philippe Sandler. Op 20 oktober 2019 mocht hij van de nieuwe coach Frank Vercauteren de wedstrijd tegen Sint-Truiden starten. Na tien minuten, op assist van Yari Verschaeren, kon hij de 2–0 scoren. Het was zijn eerste volledige wedstrijd in de hoogste afdeling en die eindigde op 4–1. Na zijn eerste seizoen bij de A-kern brak Anderlecht zijn contract open tot 2023.

#### Verhuur aan KV Kortrijk
Om speelminuten te maken werd Kana tijdens het seizoen 2023/24 verhuurd aan KV Kortrijk. Op 17 september 2023 kreeg hij een rode kaart in de wedstrijd thuis tegen zijn oude ploeg Anderlecht. De wedstrijd eindigde op 2–2.

#### Terugkeer bij Anderlecht
In het seizoen 2024/25 kampte Kana opnieuw met blessureproblemen, waardoor hij voornamelijk uitkwam voor de RSCA Futures. Op 1 mei 2025 maakte hij toch nog een basisplaats bij het eerste elftal in de met 1–3 gewonnen uitwedstrijd tegen Royal Antwerp FC.

## Clubstatistieken
| Seizoen | Club           | Competitie      | Competitie | Competitie | Beker | Beker | Supercup | Supercup | Europees | Europees | Totaal | Totaal |
| Seizoen | Club           | Competitie      | Wed.       | Dlp.       | Wed.  | Dlp.  | Wed.     | Dlp.     | Wed.     | Dlp.     | Wed.   | Dlp.   |
| ------- | -------------- | --------------- | ---------- | ---------- | ----- | ----- | -------- | -------- | -------- | -------- | ------ | ------ |
| 2019/20 | RSC Anderlecht | Eerste klasse A | 15         | 1          | 2     | 0     | —        | —        | —        | —        | 17     | 1      |
| 2020/21 | RSC Anderlecht | Eerste klasse A | 8          | 0          | 2     | 0     | —        | —        | —        | —        | 10     | 0      |
| 2021/22 | RSC Anderlecht | Eerste klasse A | 10         | 0          | 2     | 0     | —        | —        | 1        | 0        | 13     | 0      |
| 2022/23 | RSC Anderlecht | Eerste klasse A | 9          | 0          | 0     | 0     | —        | —        | 7        | 0        | 16     | 0      |
| 2022/23 | RSCA Futures   | Eerste klasse B | 3          | 0          | —     | —     | —        | —        | —        | —        | 3      | 0      |
| 2023/24 | RSC Anderlecht | Eerste klasse A | 2          | 0          | 0     | 0     | —        | —        | —        | —        | 2      | 0      |
| 2023/24 | KV Kortrijk    | Eerste klasse A | 20         | 0          | 2     | 0     | —        | —        | —        | —        | 22     | 0      |
| 2024/25 | RSCA Futures   | Eerste klasse B | 11         | 0          | —     | —     | —        | —        | —        | —        | 11     | 0      |
| 2024/25 | RSC Anderlecht | Eerste klasse A | 1          | 0          | 0     | 0     | —        | —        | 0        | 0        | 1      | 0      |
| Totaal  | Totaal         | Totaal          | 79         | 1          | 8     | 0     | 0        | 0        | 8        | 0        | 95     | 1      |

Laatst bijgewerkt op 1 mei 2025.

## Interlandcarrière
Kana maakte één treffer in drie wedstrijden voor België –16. Bij België –17 was hij de aanvoerder.